# Valle del Serra - Monte Altissimo
Valle del Serra - Monte Altissimo este o arie protejată (arie specială de conservare — SAC, sit de importanță comunitară — SCI) din Italia întinsă pe o suprafață de 1.850 ha, integral pe uscat.

## Localizare
Centrul sitului Valle del Serra - Monte Altissimo este situat la coordonatele 44°02′13″N 10°12′51″E / 44.036944°N 10.214167°E.

## Înființare
Situl Valle del Serra - Monte Altissimo a fost declarat sit de importanță comunitară în iunie 1995 pentru a proteja 2 specii de plante și 15 specii de animale. Situl a fost protejat și ca arie specială de conservare în mai 2016.

## Biodiversitate
Situată în ecoregiunea mediteraneană, aria protejată conține 17 habitate naturale: Grohotișuri calcaroase și de șisturi calcaroase de la nivelul montan până la nivelul alpin (Thlaspietea rotundifolii), Pajiști uscate europene, Grohotișuri termofile și vest-mediteraneene, Păduri aluvionare cu Alnus glutinosa și Fraxinus excelsior (Alno-Padion, Alnion incanae, Salicion albae), Pante stâncoase silicioase cu vegetație casmofită, Păduri de Quercus ilex și Quercus rotundifolia, Păduri de fag Luzulo-Fagetum, Pajiști alpine și subalpine calcaroase, Pante stâncoase calcaroase cu vegetație casmofită, Păduri de fag din Europa Centrală dezvoltate pe sol calcaros cu Cephalanthero-Fagion, Pajiști uscate seminaturale și facies de acoperire cu tufișuri pe substraturi calcaroase (Festuco-Brometalia) (* situri importante pentru orhidee), Galerii de Salix alba și de Populus alba, Păduri de Castanea sativa, Râuri cu maluri nămoloase cu vegetație de Chenopodion rubri p.p. și Bidention p.p., Pajiști carstice calcaroase sau bazofile, de Alysso-Sedion albi, Peșteri inaccesibile publicului, Râuri de munte și vegetația lor lemnoasă cu Salix elaeagnos.
La baza desemnării sitului se află mai multe specii protejate:
- plante (2): Aquilegia bertolonii, Vandenboschia speciosa
- păsări (7): fâsă-de-câmp (Anthus campestris), acvilă de munte (Aquila chrysaetos), vânturel roșu (Falco tinnunculus), mierlă de piatră (Monticola saxatilis), pietrar sur (Oenanthe oenanthe), stăncuță alpină (Pyrrhocorax graculus), Pyrrhocorax pyrrhocorax
- amfibieni (2): Bombina pachypus, Salamandrina terdigitata
- mamifere (3): lupul (Canis lupus), liliacul mare cu potcoavă (Rhinolophus ferrumequinum), liliacul mic cu potcoavă (Rhinolophus hipposideros)
- nevertebrate (2): croitorul mare al stejarului (Cerambyx cerdo), Euplagia quadripunctaria
- pești (1): Telestes muticellus

Pe lângă speciile protejate, pe teritoriul sitului au mai fost identificate 48 de specii de plante, 3 specii de amfibieni, 17 specii de nevertebrate, 1 specie de reptile.